# Тачпад

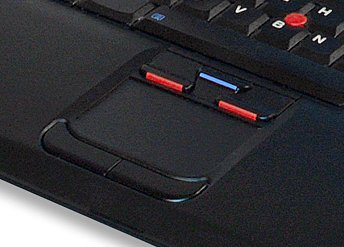
Тачпад ноутбука

Тачпа́д (англ. touchpad — «дотикопанель»), або се́нсорна пане́ль, — вказівний пристрій введення, що застосовують, частіше за все, в ноутбуках. Можуть виконувати функції кліку лівою та правою клавішею комп'ютерної миші, перемикання вікон та робочих столів.
Як і інші вказівні пристрої, тачпад зазвичай використовується для керування курсором через переміщення пальця по поверхні пристрою. Тачпади мають різні розміри, але зазвичай їх площа не перевищує 50 см².

## Історія
До тачпадів в ноутбуках використовувалися трекпоінти і трекболи.
В 1988 році Джордж Ґерфайде (George E. Gerpheide) винайшов сенсорну панель (тачпад). Фірма Apple ліцензувала його проєкт і почала використовувати його в своїх ноутбуках PowerBook, починаючи з 1994 року. Відтоді тачпад став найбільш поширеним пристроєм управління  курсором для  ноутбуків.

## Основні виробники
- Synaptics [Архівовано 2 травня 2007 у Wayback Machine.]
- Alps Electric Corporation [Архівовано 29 березня 2022 у Wayback Machine.]
- Cirque Corporation [Архівовано 31 березня 2022 у Wayback Machine.]